# Мартин Донъли
Мартин Донъли (на английски: Martin Donnelly) е бивш британски автомобилен състезател, пилот от Формула 1. Роден на 26 март 1964 година в Белфаст, Великобритания.

## Формула 1
Донъли прави своя дебют във Формула 1 в Голямата награда на Франция през 1989 година. В световния шампионат записва 15 състезания като не успява да спечели точки. Състезава се за отборите на Ероуз и Лотус. Оцелява при зверска катастрофа, при която болидът му се разцепва на две, а той изхвърча на пистата.